# Sint-Rafaëlklooster

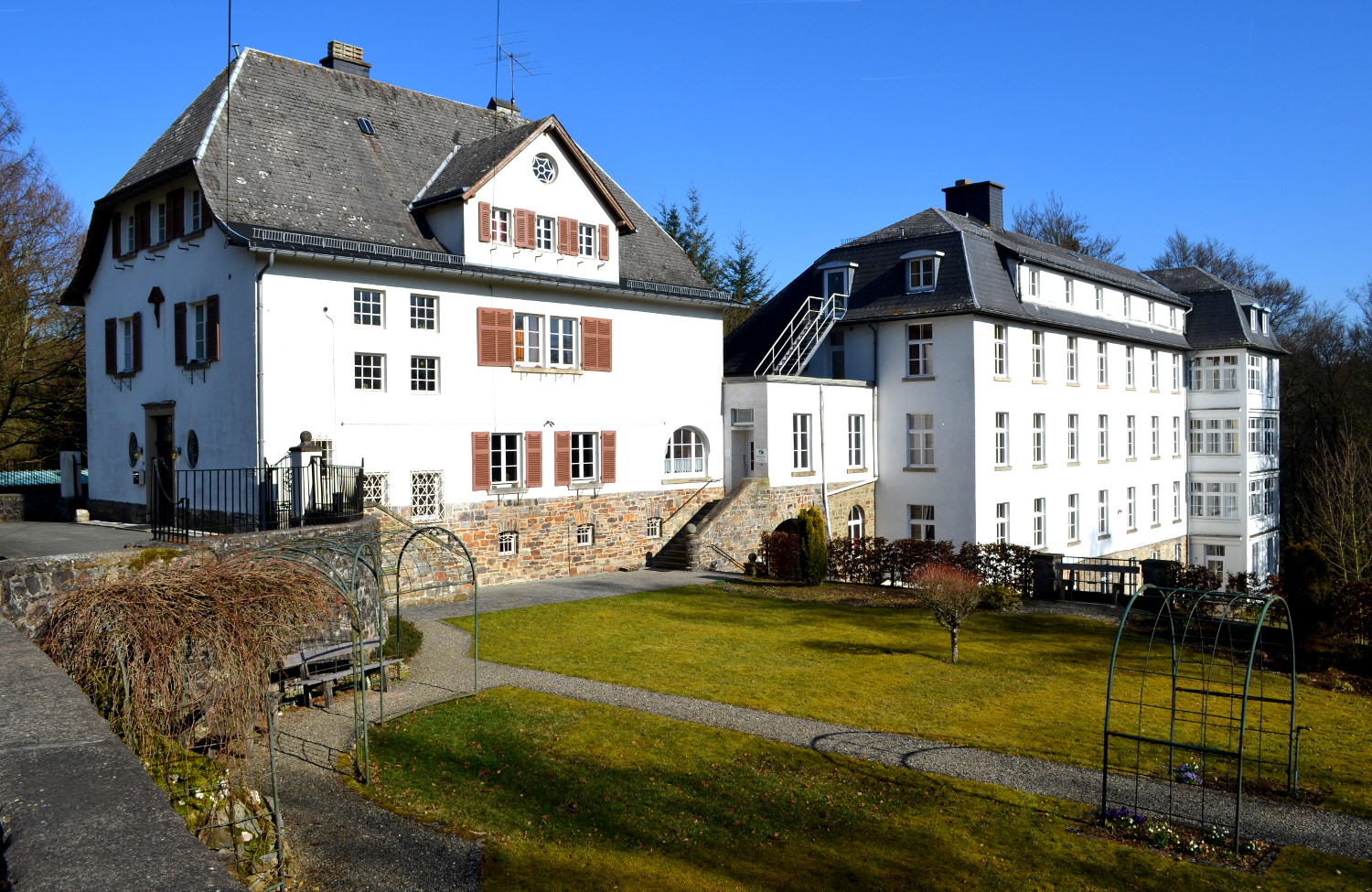
Sint-Rafaëlklooster

Het Sint-Rafaëlklooster (Duits: Kloster Sankt Raphael) is een voormalig klooster in de tot de gemeente Amel behorende plaats Montenau in de Belgische provincie Luik. Het klooster is gelegen aan de Klosterstraße.

## Geschiedenis
Begin 20e eeuw werd door de Antwerpse koopman Grisar een grote villa gebouwd, die in 1928 in gebruik werd genomen door de Missionarissen van Steyl, welke hier een rusthuis voor missionarissen inrichtten. Daartoe werd het gebouw in de jaren '30 van de 20e eeuw nog uitgebreid. Tijdens de Tweede Wereldoorlog werden de gebouwen gebruikt als veldhospitaal voor Duitse militairen.
Na de oorlog vond de bisschoppelijke school uit het verwoeste Sankt Vith hier nog een tijdelijk onderdak.
Reeds in de jaren '50 van de 20e eeuw waren er plannen om het klooster te verkopen. Dit werd echter door de orde niet toegestaan, en men besloot om er een gebeds- en vormingscentrum (Bildungsstätte) van te maken.
De paters ondertussen traden op als zielzorger in de omliggende plaatsen, en hun uitgeverij verzorgde tal van tijdschriften, kalenders en dergelijke die aftrek vonden in de wijde omgeving.
Uiteindelijk leefden er nog drie paters waarvan de twee oudsten naar Steyl teruggingen en de jongste een functie in Rome vond.
In 2018 werden het klooster en het vormingscentrum gesloten en werden de gebouwen en het omliggende domein van 9 ha te koop gezet.

## Mariakapel
In 1951 werd in de nabijheid van het klooster, en op initiatief van de paters, een kapel gebouwd, gewijd aan Maria Maagd der Armen. Deze kapel werd opgericht uit dank dat Iveldingen en Montenau gespaard waren gebleven van de verwoestingen tijdens het Ardennenoffensief. Er werd vanuit de omliggende dorpen jaarlijks een lichtjesprocessie naar deze kapel georganiseerd, welke ook na de sluiting van het klooster door zal gaan.